# Liste der Bodendenkmale in Betzendorf
In der Liste der Bodendenkmale in Betzendorf sind alle Bodendenkmale der niedersächsischen Gemeinde Betzendorf aufgelistet. Die Quelle ist der Denkmalatlas Niedersachsen. Der Stand der Liste ist der 1. September 2024.
In den Spalten finden sich folgende Informationen des Bodendenkmales :
- Lage        : geographische Koordinaten
- Bezeichnung : Bezeichnung lt. Denkmalatlas
- Beschreibung: Beschreibung lt. Denkmalatlas
- ID          : Objekt-ID
- Bild        : Bild, ggf. zusätzlich mit Link zu weiteren Fotos im Medienarchiv Wikimedia Commons.

## Betzendorf
| Lage                        | Bezeichnung                     | Beschreibung | ID       | Bild |
| --------------------------- | ------------------------------- | --- | -------- | ---- |
| 53° 9′ 40″ N, 10° 19′ 6″ O  | Betzendorf 5, Grabhügel         | Fast rund, Dm. 15 m; H. 0,95 m. Kuppe nach Südwesten leicht abgeflacht. | 28930455 | BW   |
| 53° 9′ 41″ N, 10° 19′ 6″ O  | Betzendorf 6, Grabhügel         | Fast rund, Dm. ca. 18 m; H. 0,9 m. Oberfläche unregelmäßig und Rand auslaufend. Einzelne kinderkopfgroße Steine erkennbar. | 28930457 | BW   |
| 53° 9′ 42″ N, 10° 19′ 10″ O | Betzendorf 7, Grabhügel         | Fast rund, Dm. 15 m; H. 1,2 m. Kuppe abgeflacht und Rand abgesetzt. Wenige bis faustgroße Granitsteine. | 28930553 | BW   |
| 53° 9′ 2″ N, 10° 19′ 3″ O   | Betzendorf 8, Grabhügel         | Fast rund, Dm. 14 m; H. 1,4 m. Am Nordost Rand eine rechteckige Eingrabung und im Süd-Bereich alte Eintiefung. Einige Granitsteine (L. bis 1 m) sichtbar. Der Nord-, Ost- und West-Rand sind angeschnitten. | 28930555 | BW   |
| 53° 8′ 34″ N, 10° 19′ 35″ O | Betzendorf 10, Grabhügel        | Fast rund, Dm. 15 m; H. 1,5 m. Am Nord-Rand Eintiefung und in der Oberfläche einige Mulden. Am Westsüdwest-Rand ein etwa eimergroßer Granitstein. | 28930557 | BW   |
| 53° 8′ 34″ N, 10° 19′ 34″ O | Betzendorf 11, Grabhügel        | Fast rund, Dm. 15 m; H. 1,5 m. Einige Mulden in der Oberfläche. Der Rand weist einige Eingrabungen auf, besonders im Süden und Osten. Am West-Rand ein etwa eimergroßer Granitstein. | 28930559 | BW   |
| 53° 8′ 32″ N, 10° 19′ 36″ O | Betzendorf 12, Grabhügel        | Fast rund, Dm. 17 m; H. 1,9 m. Zentrale Eingrabung (Dm. 1,6 m; T. 0,5 m) mit danebenliegenden Aushubhaufen und freiliegenden, etwa faustgroßen Granitsteinen am Rande. Rand abgesetzt. Einige Mulden. | 28930561 | BW   |
| 53° 8′ 34″ N, 10° 19′ 33″ O | Betzendorf 13, Grabhügel        | Oval, Nord-Süd orientiert, L. 12 m; Br. 8 m; H. 0,7 m. Im Südwest-Bereich durch Grenzgraben/Schneise etwas abgetragen. Im Nord-Bereich Eingrabung. Nord-Süd orientierte Rinne. | 28930563 | BW   |
| 53° 9′ 18″ N, 10° 18′ 43″ O | Betzendorf 14, Grabhügel        | Annähernd oval, N-S orientiert, L. 18,5 m, Br. 14,5 m und H. 1,3 m. Über die westliche Hügelmitte ein N-S orientierter Weg. Westl. des Weges durch Böschung gestört. Am Westrand N-S orientierte Grube (L. 2,5 m; Br. 4 m; T. 1,2 m). | 28934960 | BW   |
| 53° 7′ 22″ N, 10° 17′ 7″ O  | Betzendorf 15, Großsteingrab    | NNO-SSW orientiert, L. 16 m, Br. 12,5 m und H. 1,1 m. Reste eines Großsteingrabens. Östlicher Hügelrand abgetragen. Mitte von N her ausgekoffert. Am O-Rand der Eingrabung ein großer Findling. Im SSO weitere Steine freiliegend. Am S-Rand weitere Eingrabung von ca. 1 m Dm. und 0,7 m T. mit aufgeschichteten Granitsteinen. Im W-Bereich eine Eingrabung mit zwei großen Steinen. W-Rand durch Straßengraben etwas angeschnitten. Etwa 17 m südwestl. der Anlage ein verschleppter Findling. | 28930565 |      |
| 53° 9′ 25″ N, 10° 19′ 31″ O | Betzendorf 16, Grabhügel        | | 28934964 | BW   |
| 53° 6′ 52″ N, 10° 17′ 20″ O | Betzendorf 18, Wüstung          | Innerhalb einer ringsum abgeschlossenen Mulde eine ehemalige Dorfstelle auf einer Fläche von ca. 150 × 160 m. Mehrere Hauspodeste, z.T. mit Fundamentresten aus Granitsteinen sind erkennbar. Zahlreiche größere Granitsteine liegen auf der Fläche verstreut. Ein Brunnen ist als Vertiefung mit Umwallung erkennbar, ein zweiter wurde als Viehtränke ausgeworfen. | 35307015 | BW   |
| 53° 6′ 57″ N, 10° 17′ 2″ O  | Betzendorf 24, Wölbacker        | Die Beete verlaufen in unterschiedlichen Richtungen, überwiegend jedoch in Richtung Südsüdwest-Nordnordost bzw. Süd-Nord und sind sehr unterschiedlich ausgeprägt. Ein großer Teil ist durch Aufforstung stark gestört und obertägig kaum noch erkennbar. Soweit messbar, sind die besser erhaltenen Beete bis zu 5,5 m breit und bis zu 0,3 m hoch. | 28930569 | BW   |
| 53° 7′ 0″ N, 10° 16′ 49″ O  | Betzendorf 25, Umwallung/Gehege | Fläche von ca. 170 m Länge (Ost-West) und bis 100 m Breite. Eingefasst von einem Wall mit nach außen vorgelagertem Graben. Wallbr. bis 2,8 m; H. bis 0,8 m. Graben obere Br. bis 1,5 m; T. bis 0,5 m. Das Profil ist z.T. verwaschen. Die Anlage liegt am Rande ausgedehnter Wölbäcker. | 28930571 | BW   |
| 53° 6′ 54″ N, 10° 17′ 26″ O | Betzendorf 26, Wegespuren       | Westnordwestlich von Tellmer, am Ost-Rand des Betzendorfer Kirchenholzes ist eine Wegespur. Sie führt in Richtung Südsüdwest-Nordnordost aus der Dorfstelle Hillersbüttel heraus. Erhaltene L. ca. 100 m. | 28930573 | BW   |

## Drögennindorf
| Lage                        | Bezeichnung                 | Beschreibung | ID       | Bild |
| --------------------------- | --------------------------- | --- | -------- | ---- |
| 53° 9′ 9″ N, 10° 16′ 15″ O  | Drögennindorf 1, Grabhügel  | Oval, L. 18 m, Br. 13 m und H. 0,3 m. NO-SW orientiert. Flache Kuppenmulde und der Rand ist auslaufend. Von flachen Pflanzfurchen überzogen. | 28934725 | BW   |
| 53° 9′ 47″ N, 10° 17′ 2″ O  | Drögennindorf 2, Grabhügel  | Rund, Dm 16 m; H. 1 m. Oberfläche unregelmäßig. Südwestlich der Mitte eine knietiefe Eingrabung. Über den Hügel ziehen tiefe Ostnordost-Westsüdwest verlaufende Pflanzfurchen, die von flacheren, Nordwest-Südost verlaufenden Pflanzfurchen überlagert sind.                                                             | 28934821 | BW   |
| 53° 9′ 39″ N, 10° 18′ 46″ O | Drögennindorf 7, Grabhügel  | Leicht oval, Westsüdwest-Ostnordost orientiert, L. 11,5 m; Br. 10,2 m; H. 0,55 m. Kuppe abgeflacht und Oberfläche sehr unregelmäßig. Am West-Rand des Hügels eine Fahrspur. Einzelne doppeltfaustgroße Granitsteine sichtbar.                                                                                             | 28934823 | BW   |
| 53° 9′ 35″ N, 10° 18′ 44″ O | Drögennindorf 8, Grabhügel  | Ehemals rund, durch Pflanzfurchen verformt, daher heute oval und Nord-Süd orientiert. L. 14,5 m; Br. 11 m; H. 0,6 m. Rand im Norden und Süden abgesetzt. Im Osten und Westen auslaufend und durch Pflanzfurchen und Fahrspuren undeutlich. Kuppe abgeflacht.                                                              | 28934825 | BW   |
| 53° 8′ 52″ N, 10° 17′ 5″ O  | Drögennindorf 9, Grabhügel  | Fast rund, Dm. 12,5 m; H. noch 0,6 m. Rand auslaufend und Kuppe abgeflacht. Nordost-Südwest orientierte Fahrspur. | 28934827 | BW   |
| 53° 8′ 50″ N, 10° 17′ 6″ O  | Drögennindorf 10, Grabhügel | Fast rund, Dm. 15,5 m; H. 1 m. Einige flache Mulden. Rand auslaufend und Kuppe abgeflacht. Nach Westen ein Wasserbehälter. | 28934829 | BW   |
| 53° 8′ 53″ N, 10° 17′ 12″ O | Drögennindorf 11, Grabhügel | Fast rund, Dm. 14 m; H. 0,3 m. Nordnordost-Südsüdwest orientierte Schneise. Rand auslaufend und Kuppe abgeflacht. | 28934831 | BW   |
| 53° 9′ 38″ N, 10° 17′ 56″ O | Drögennindorf 13, Grabhügel | Rund, Dm. 11,5 m; H. 0,5 m. Randbereiche anscheinend unbeschädigt. In der Mitte eine weite flache Eintiefung, leicht nach Südwesten geneigt (Dm. 4 m). Doppeltkopfgroße Steine. | 28930445 | BW   |
| 53° 9′ 45″ N, 10° 17′ 4″ O  | Drögennindorf 17, Grabhügel | Fast rund, Dm. 16 m; H. 0,9 m. Schneise mit Fahrspur in Nordnordost-Südsüdwest-Richtung. Weitere parallele Fahrspuren verlaufen auf der gesamten West-Hälfte, außerdem flache Pflanzfurchen in Nordnordost-Südsüdwest-Orientierung. Innerhalb der Schneise eine flache Eintiefung.                                        | 28934839 | BW   |
| 53° 9′ 43″ N, 10° 17′ 2″ O  | Drögennindorf 18, Grabhügel | Fast rund, Dm. 18 m; H. 0,75 m. Gleichmäßig gewölbt. Schneise in Nordost-Südwest-Richtung. Weitere Schneise am Westrand. | 28934841 | BW   |
| 53° 9′ 32″ N, 10° 16′ 45″ O | Drögennindorf 19, Grabhügel | Fast rund, Dm. 7,5 m; H. 0,6 m. Zentrale Eingrabung, L. 1,5 m; Br. 1 m; T. 0,7 m; darin Reste einer Steinpackung aus bis zu eimergroßen Granitsteinen vorhanden. Weitere bis zu eimergroße Granitsteine auf der Oberfläche. Nordwest-Rand durch Weg angeschnitten. Am Südost-Rand flache Eingrabung, der Rand auslaufend. | 28934843 | BW   |
| 53° 8′ 54″ N, 10° 17′ 5″ O  | Drögennindorf 24, Grabhügel | Ehemals rund, Dm. 14 m, H. rd. 0,8 m. Deutlich abgesetzt und gleichmäßig gewölbt, Rand ist auslaufend. Süd-Seite durch einen Straßen-Seitengraben zu etwa 1/3 abgetragen. | 33804842 | BW   |

### Drögennindorf 3
ID:28930688, Nordwestlich von Drögennindorf, ca. 150 m östlich der Gemarkungsgrenze zu Marxen am Berge liegt auf einem leichten Nord-Hang eine Gruppe von vier Grabhügeln, von denen einer 1969 ausgegraben (FStNr. 3) wurde und ein Urnenfriedhof (FStNr. 12, in den Jahren 1969–71 weitgehend ausgegraben). Erhaltene Hügel Durchmesser 12 – 14 m; Höhe 0,6 – 1 m.

| Lage                        | Bezeichnung      | Beschreibung | ID       | Bild |
| --------------------------- | ---------------- | --- | -------- | ---- |
| 53° 9′ 49″ N, 10° 16′ 40″ O | Drögennindorf 4  | Fast rund, Dm. 14 m; H. 0,5 m. Stark verwaschen, Rand auslaufend und Kuppe abgeflacht. Von Nord-Süd orientierten Pflanzfurchen durchzogen.                                                                | 28930439 | BW   |
| 53° 9′ 48″ N, 10° 16′ 37″ O | Drögennindorf 5  | Fast rund, Dm. 13 m; H. 1 m. Von Nord-Süd orientierten Pflanzfurchen überzogen. Im Ost-Bereich kleine Mulde. Rand auslaufend. Wenige bis kopfgroße Granitsteine sichtbar.                                 | 28930441 | BW   |
| 53° 9′ 48″ N, 10° 16′ 39″ O | Drögennindorf 22 | Fast rund, auf einem leichten Nord-Hang. Dm. 12 m; H. 0,6 m. Größere, zentrale Mulde. Rand auslaufend. Von Nord-Süd orientierten Pflanzfurchen überzogen. Wenige bis zu faustgroße Granitsteine sichtbar. | 28930449 | BW   |

### Drögennindorf 6
ID:32853819; Ca. 1 km östlich von Drögennindorf liegt auf einer schwach nach Süden und Südosten abfallenden Hochfläche eine Gruppe von vier Grabhügeln, Durchmesser 3,5 – 13 m, Höhe 0,3 – 0,65 m.

| Lage                        | Bezeichnung      | Beschreibung | ID       | Bild |
| --------------------------- | ---------------- | --- | -------- | ---- |
| 53° 9′ 14″ N, 10° 18′ 29″ O | Drögennindorf 6  | Annähernd rund, Dm. 13 m; H. 0,65 m. Rand im Westen unregelmäßig auslaufend. Auf Nordost-Hälfte zahlreiche von Gras und Moos überwachsene Steine. Nordost-Südwest verlaufende Pflanzrillen. | 28930443 | BW   |
| 53° 9′ 15″ N, 10° 18′ 31″ O | Drögennindorf 14 | Rund, Dm. ca. 11 m; H. ca. 0,3 m. Nordost-Südwest verlaufende Pflanzfurchen. Granitbrocken am West-Rand des Hügels, zwei weitere ca. 15 m südwestlich.                                      | 28930447 | BW   |
| 53° 9′ 16″ N, 10° 18′ 31″ O | Drögennindorf 25 | Schwach abgesetzt, rund. Oberfläche abgeflacht und zerfurcht. Dm. rund 10,0 m, H. rund 0,3 m. Von Nordost-Südwest verlaufenden Pflanzfurchen überzogen.                                     | 32853805 | BW   |
| 53° 9′ 17″ N, 10° 18′ 31″ O | Drögennindorf 26 | Deutlich abgesetzt, rund, Dm. rund 3,5 m, H. rund 0,3 – 0,4 m. Im Zentrum eine flache Mulde, sonst unversehrt.                                                                              | 32853813 | BW   |

## Glüsingen
| Lage                       | Bezeichnung                | Beschreibung | ID       | Bild           |
| -------------------------- | -------------------------- | --- | -------- | -------------- |
| 53° 7′ 0″ N, 10° 20′ 13″ O | Glüsingen 1, Großsteingrab | Heute bestehen die Reste des Großsteingrabes aus einem ringförmigen Hügelrest. Ostnordost-Westsüdwest orientiert; L. 16 m; Br. 13,5 m; H. noch bis zu 0,9 m. Die Mitte ist ausgekoffert und der Rand ringförmig erhalten. Von der Kammer sind zwei Tragsteine der Nord-Seite, ein Tragstein der Süd-Seite sowie zwei Decksteine annähernd in situ; außerdem sind mindestens fünf weitere Findlinge vorhanden; am Ost-Rand ein weiterer Findling. | 28934648 | Weitere Bilder |

## Tellmer
| Lage                        | Bezeichnung           | Beschreibung | ID       | Bild |
| --------------------------- | --------------------- | --- | -------- | ---- |
| 53° 6′ 39″ N, 10° 17′ 19″ O | Tellmer 3, Viehgehege | Annähernd U-förmiger Wall mit außen vorgelagertem Graben. Etwa Westsüdwest-Ostnordost orientiert, Br. am Westsüdwest-Ende 16,3 m; L. 24,5 – 28,2 m. Br. des Walles (Basis) bis 3,5 m. H. des Walles nach außen bis 0,5 m, nach innen bis 0,6 m. Der Graben ist z.T. sehr flach, bis 0,2 m tief. | 28930684 | BW   |